# Grokhovskiïta
La grokhovskiïta, originalment i en anglès grokhovskyite, és un mineral de la classe dels sulfurs. Rep el nom en honor de Viktor Grokhovski (Виктор Иосифович Гроховский) (n. 1947), conegut científic rus especialitzat en meteorits.

## Característiques
La grokhovskiïta és un sulfur de fórmula química CuCrS₂. Va ser aprovada com a espècie vàlida per l'Associació Mineralògica Internacional l'any 2019, i encara resta pendent de publicació. Cristal·litza en el sistema trigonal.
L'exemplar que va servir per a determinar l'espècie, el que es coneix com a material tipus, es troba conservat a les col·leccions del Museu geològic de Sibèria Central, a Novosibirsk (Rússia), amb el número de catàleg: 52.

## Formació i jaciments
Va ser descoberta al meteorit Uakit, un meteorit metàl·lic trobat l'estiu de 2015 a quatre quilòmetres de la localitat de Wakit, al districte de Baunt (Buriàtia, Rússia). També ha estat descrita al meteorit Gove, trobat al Territori del Nord (Austràlia). Aquests dos indrets són els únics de tot el planeta on ha estat descrita aquesta espècie mineral.